# Reimerswaal
Reimerswaal es un municipio de la provincia de Zelanda en los Países Bajos. El 30 de abril de 2017 contaba con una población de 22.411 habitantes, sobre una superficie de 242,42 km², de los que 140,43 km² corresponden a la superficie ocupada por el agua, con una densidad de 220 h/km².  
El municipio fue creado en 1970 por la fusión de Krabbendijke, Kruiningen, Rilland-Bath, Waarde y Yerseke. La capital se sitúa en Kruiningen. Toma el nombre de la ciudad medieval de Reimerswaal, en la que nació el pintor Marinus van Reymerswale, afectada por la ruptura de los diques en 1530 y definitivamente abandonada en 1631.

## Galería de imágenes

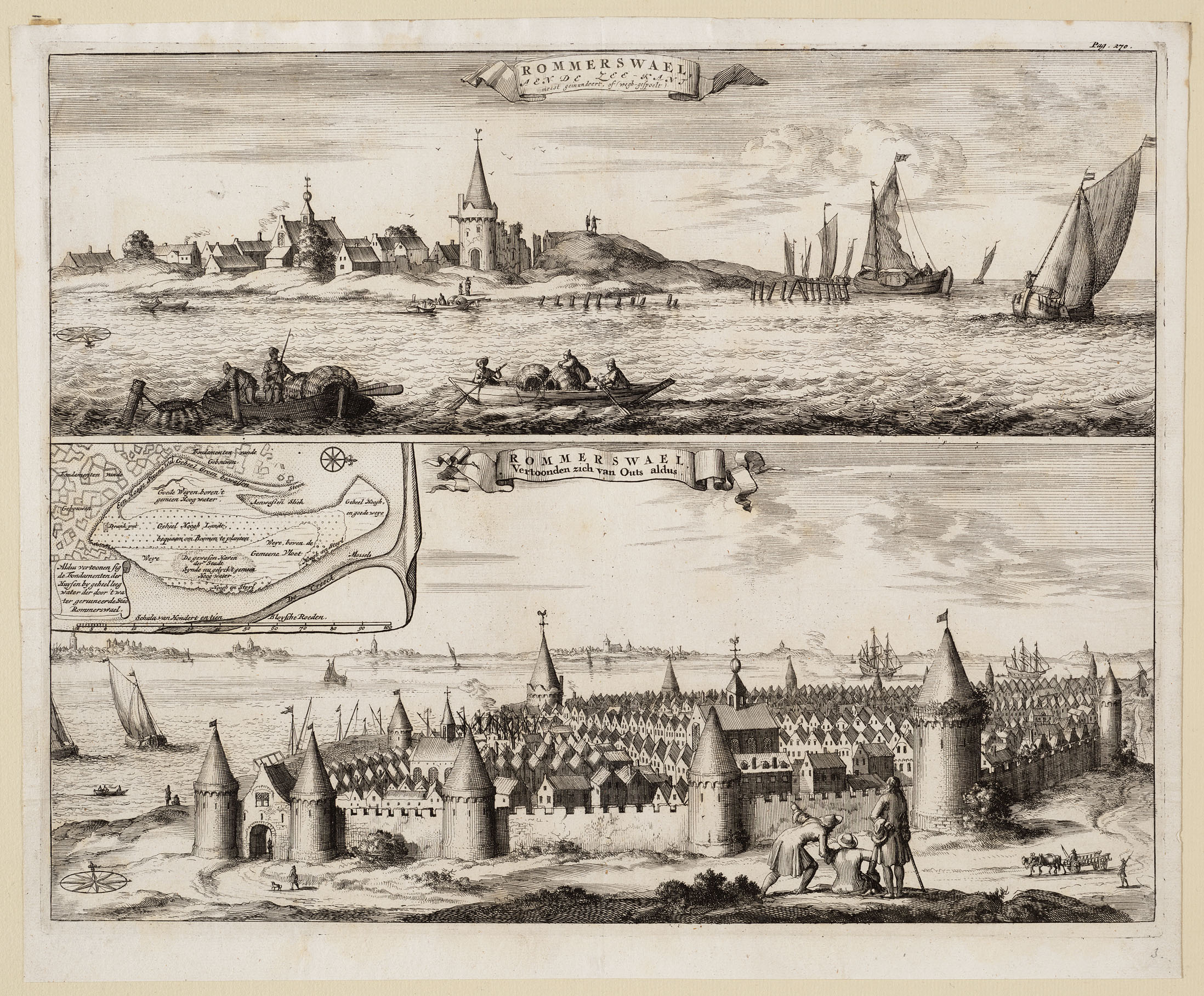
El Reimerswaal medieval según Jan Luyken
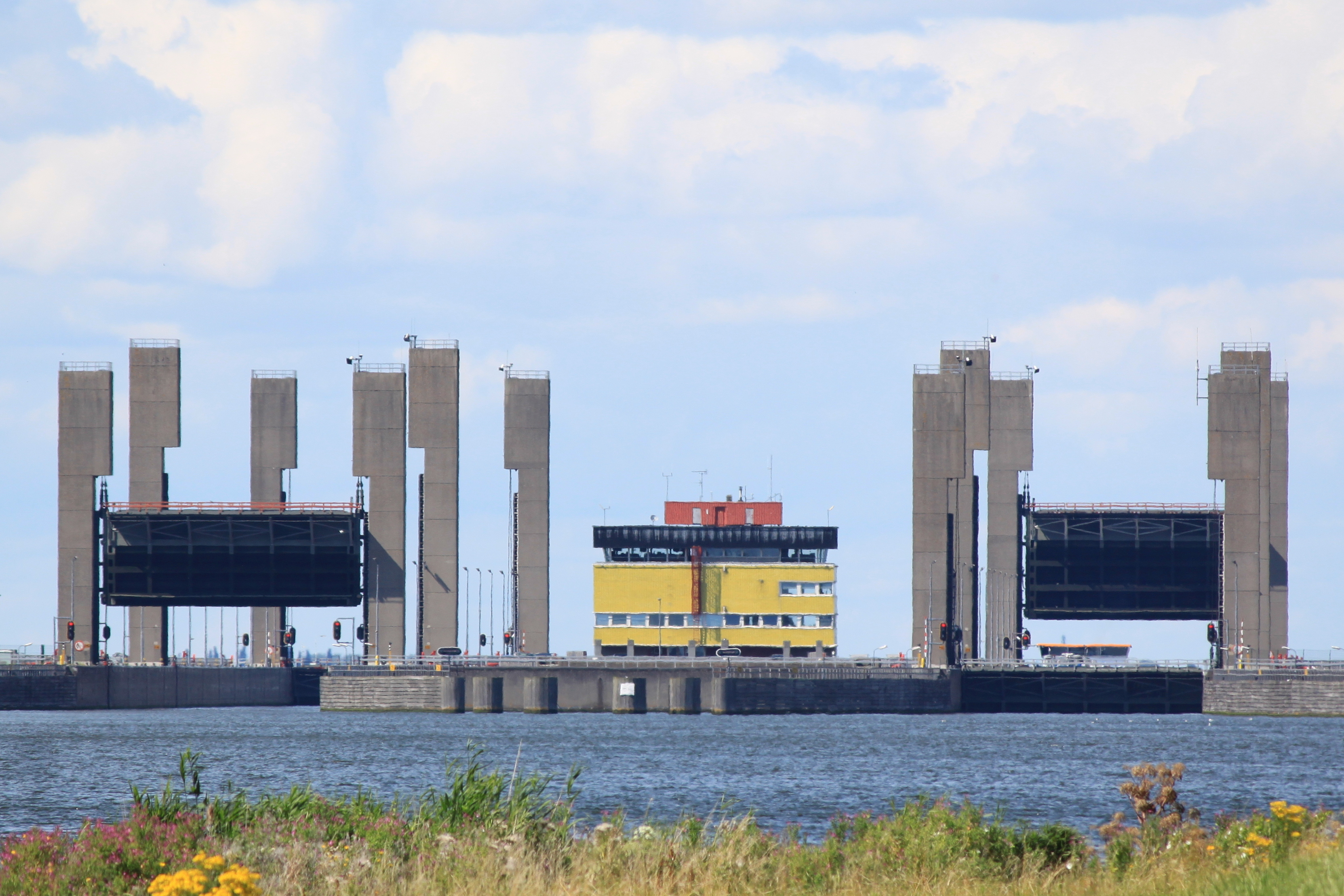
Esclusa del Kreekrak en el canal Escalda-Rin
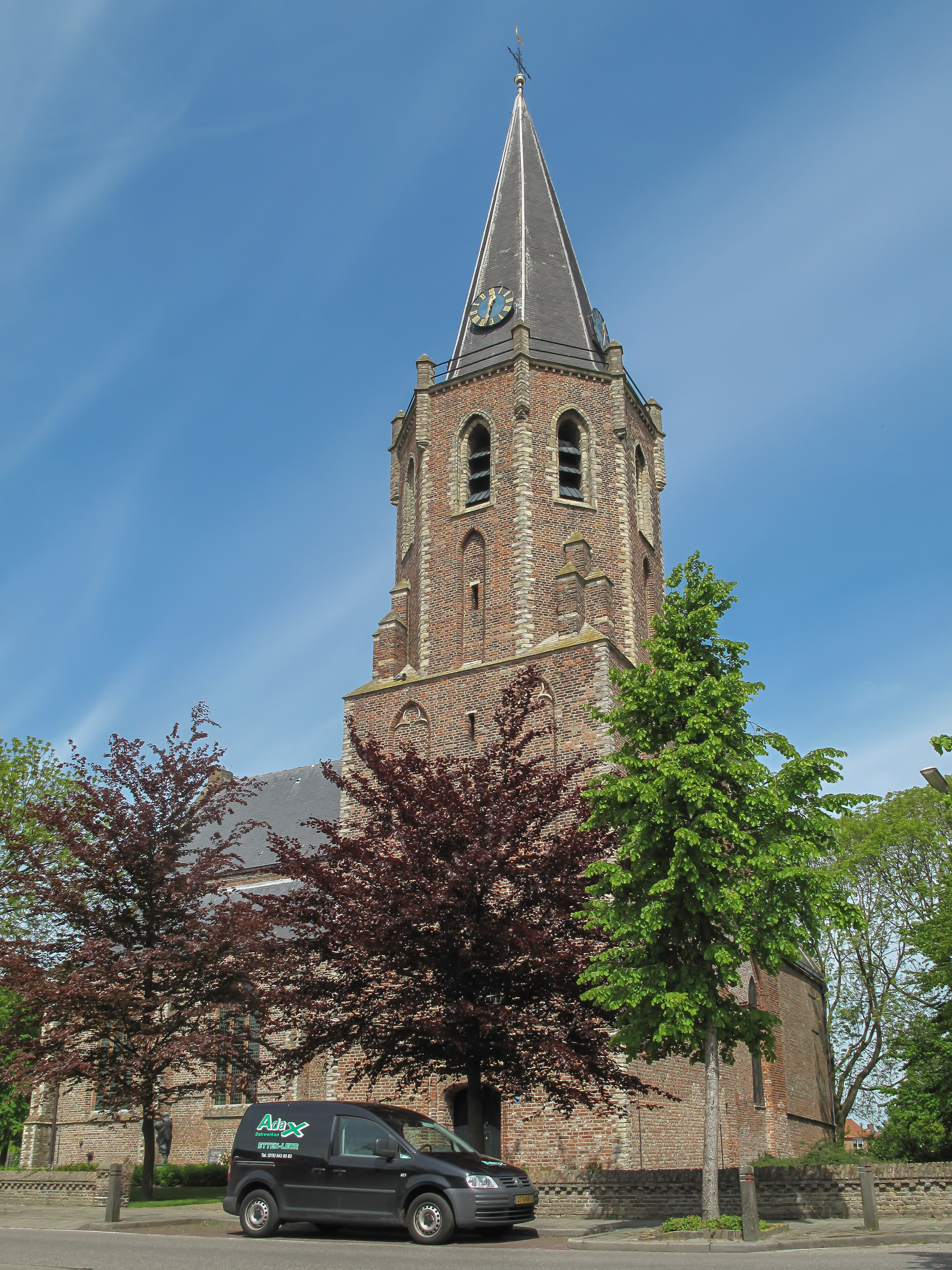
Kruiningen, la iglesia (Johanneskerk)
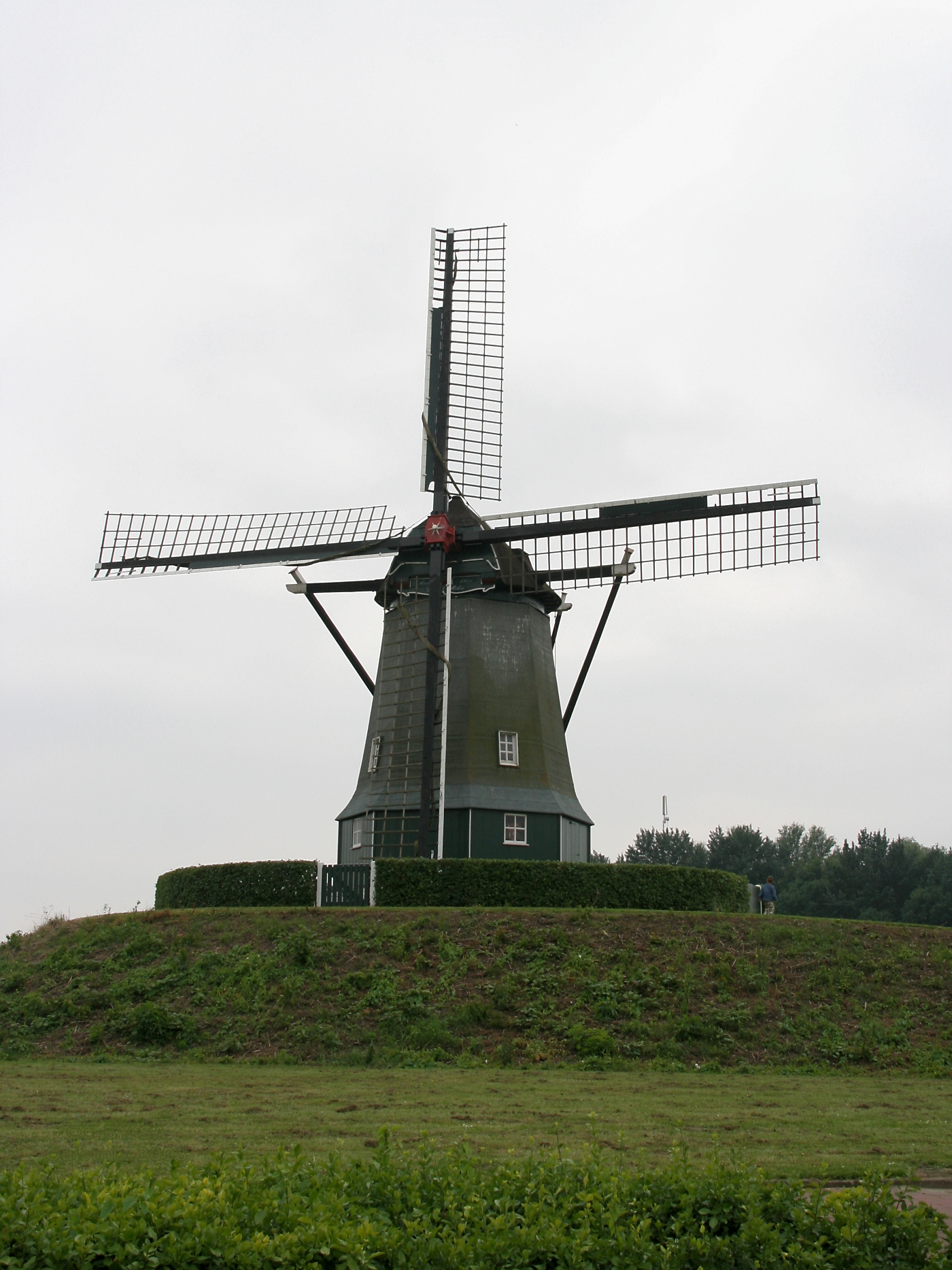
Kruiningen, molino De Oude
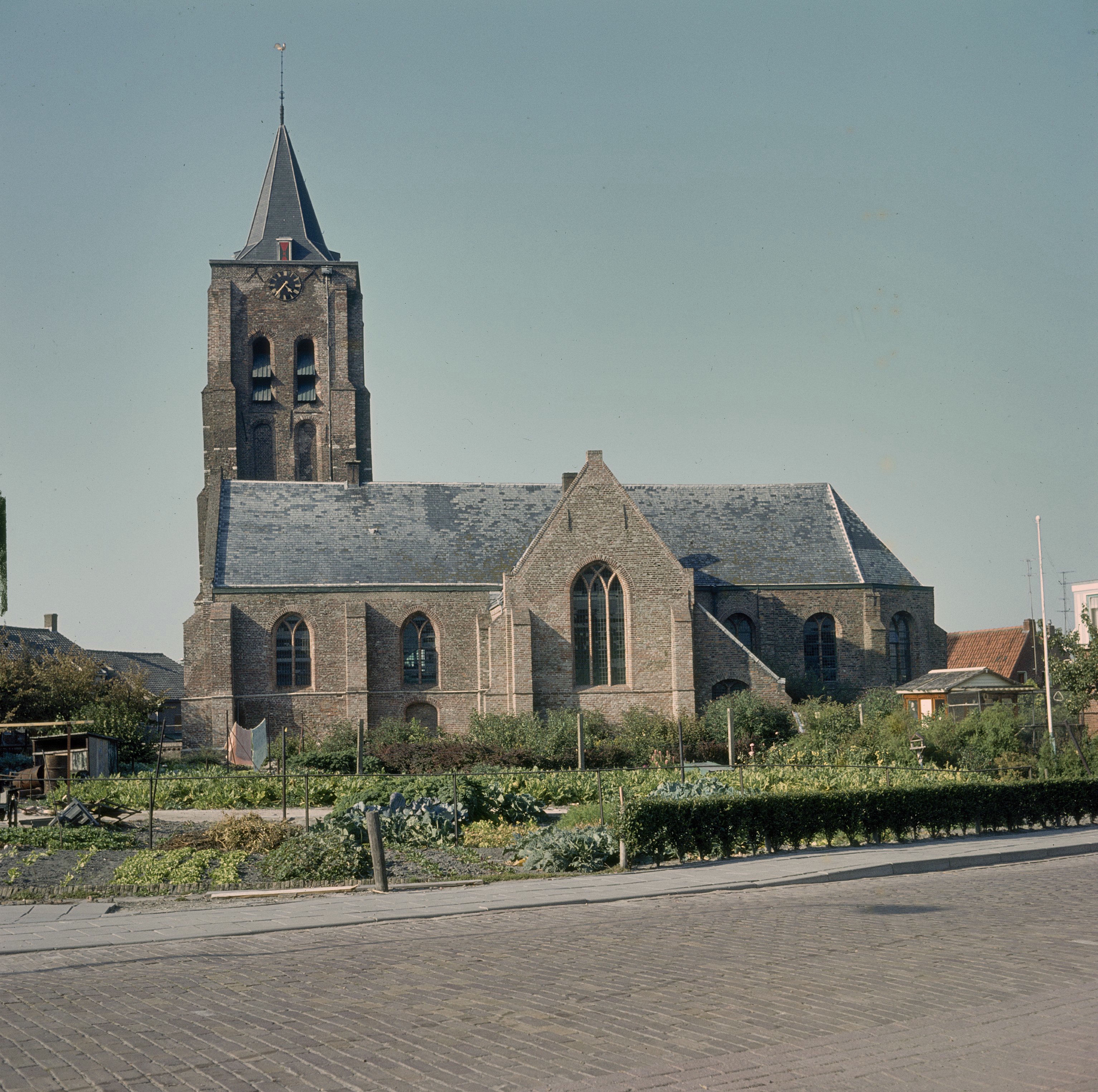
Waarde: Iglesia reformada de Nuestra Señora
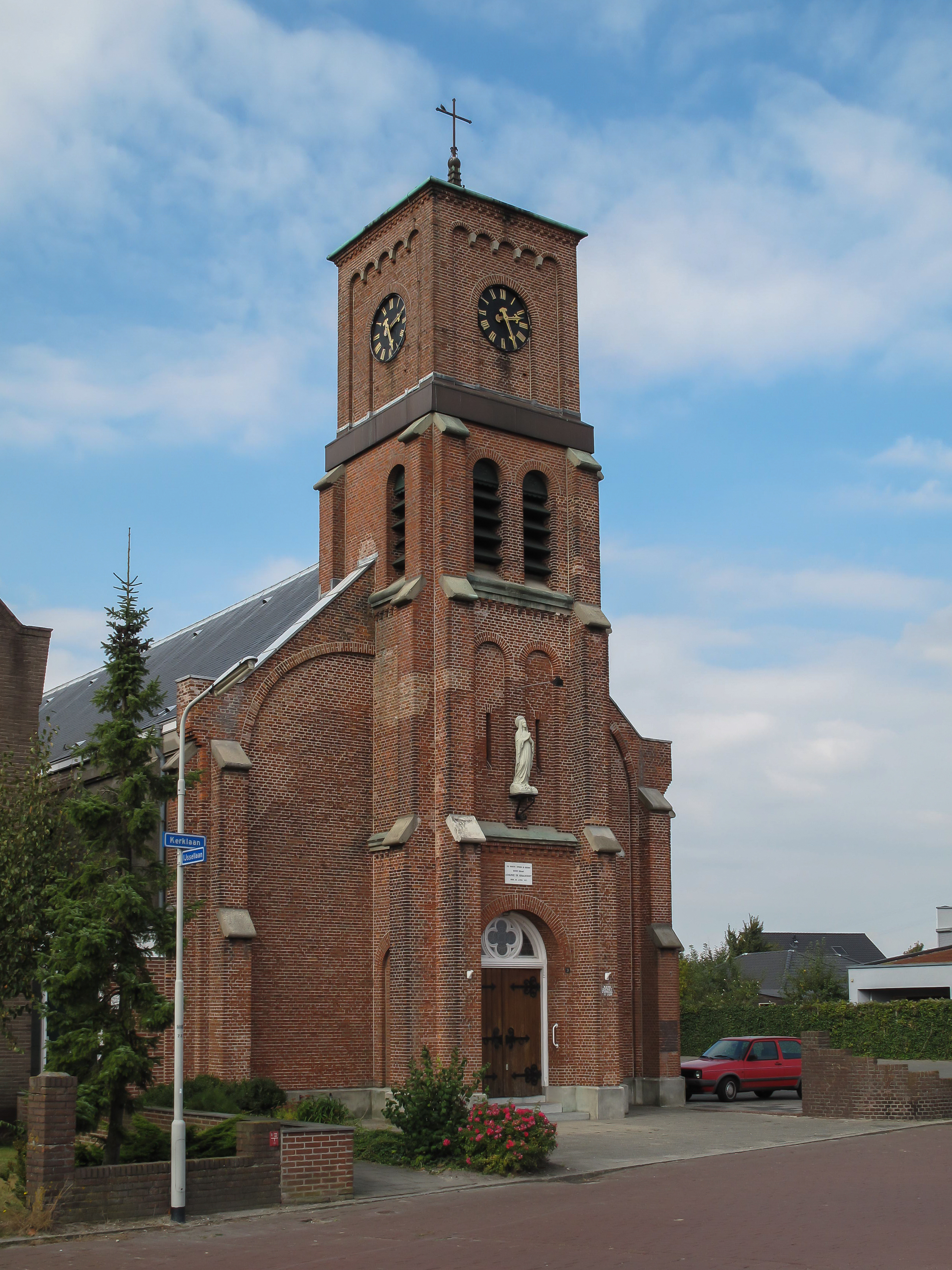
Hansweert, la iglesia: Onze Lieve Vrouwe Onbevlekt Ontvangen
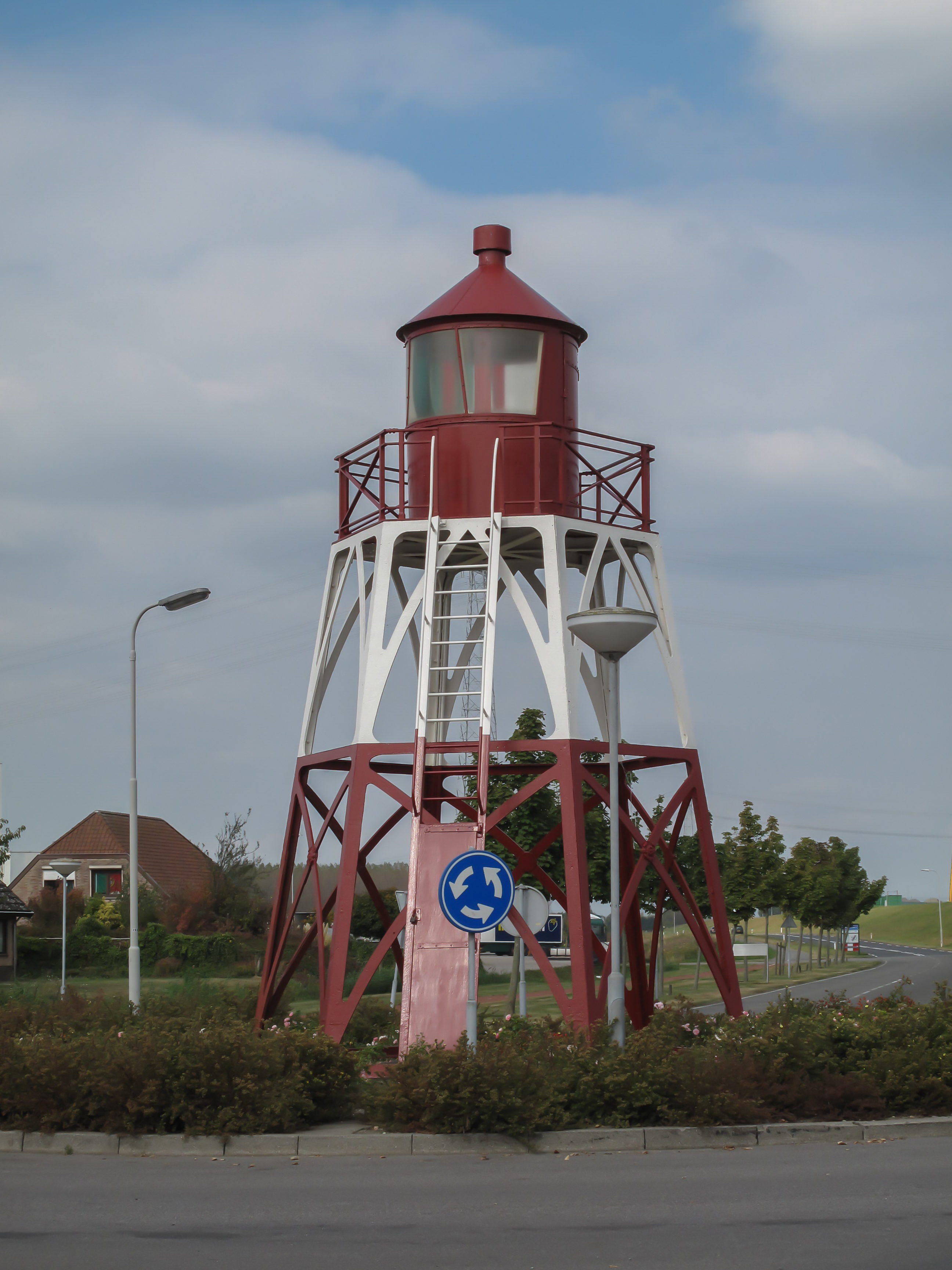
Hansweert, la rotonda
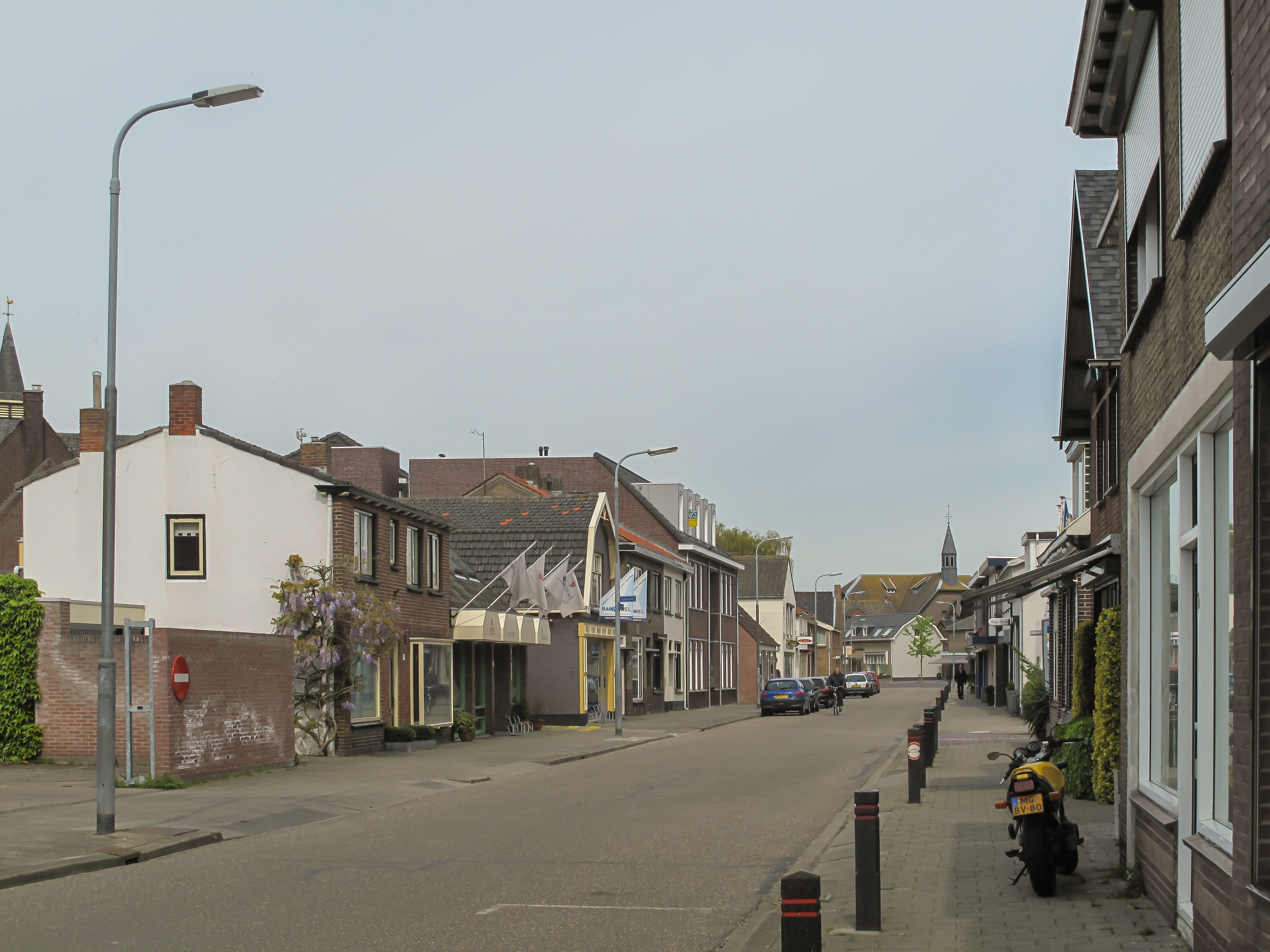
Krabbendijke, vista de la calle